# 邵明 (1957年)
邵明（1957年4月—），男性，汉族，中共党员，甘肃省秦安县人。中华人民共和国政治人物。邵明早年担任教职，后步入政坛，先后在甘肃省团委、武威地区、陇南地区、中共甘肃省委、甘肃省文化厅、甘肃文联和甘肃省政协任职，直到2020年退休。在主政陇南地区期间，邵明见证了陇南的撤地建市，也是陇南建市后的首任市委书记。

## 生平
邵明出生于甘肃省秦安县郭嘉公社邵堡村（今秦安县郭嘉鎮），早年在家乡担任生产大队文书、民兵连长，文化大革命结束后考入甘肃师范大学（今西北师范大学）就读，毕业后前往平凉师范学校任教，后来进入中国共青团甘肃省组织，步入政坛，历任中国共产主义青年团甘肃省委员会副书记、书记:150-151。
1998年5月，邵明离开兰州市，出任中共武威地区党委副书记。2000年，邵明调任陇南地区，出任当地党委书记，在主政当地期间，邵氏见证了陇南的撤地建市，并成为陇南市第一任党委书记:133, 136-137。
2006年，邵明调离陇南市，转任中共甘肃省委副秘书长。2008年3月，转任甘肃省文化厅厅长。2014年，再转任中共甘肃省委宣传部副部长、省文联主席。2017年，邵明退居二线，转任甘肃省政协科教文卫体委员会副主任，2018年1月政协换届后，邵明成为甘肃省政协文史资料和学习委员会副主任，直到2020年1月卸任退休。